# Apomecyna acutipennis
Apomecyna acutipennis är en skalbaggsart som beskrevs av Hermann Julius Kolbe 1894. Apomecyna acutipennis ingår i släktet Apomecyna och familjen långhorningar. Inga underarter finns listade i Catalogue of Life.